# World Series of Poker Asia Pacific 2013
Die World Series of Poker Asia Pacific 2013 war die erste Austragung der World Series of Poker im asiatisch-pazifischen Raum. Sie fand vom 4. bis 15. April 2013 im Crown Casino in Melbourne statt.

## Turniere

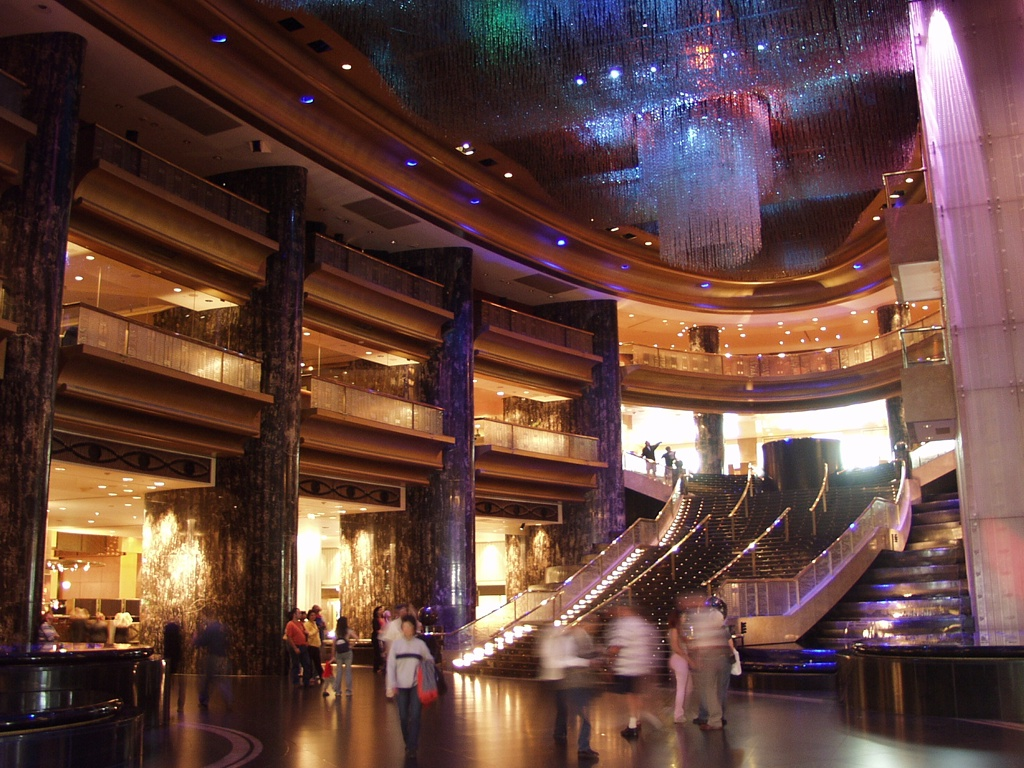
Alle Turniere wurden im Crown Casino ausgetragen

### Struktur
Es standen fünf Pokerturniere auf dem Turnierplan, wovon drei in der Variante No-Limit Hold’em gespielt wurden sowie je eines in Pot Limit Omaha und in gemischten Varianten. Der Buy-in lag zwischen 1100 und 10.000 Australischen Dollar. Für einen Turniersieg bekamen die Spieler neben dem Preisgeld ein Bracelet. Zudem wurde ein Super High Roller ausgespielt, das Philipp Gruissem gewann.

### Turnierplan
Im Falle eines mehrfachen Braceletgewinners gibt die Zahl hinter dem Spielernamen an, das wievielte Bracelet in diesem Turnier gewonnen wurde.
| # | Buy-in (in A$) | Turnier                            | Turnierbeginn | Teilnehmer | Sieger              | Herkunft           | Preisgeld (in A$) |
| - | -------------- | ---------------------------------- | ------------- | ---------- | ------------------- | ------------------ | ----------------- |
| 1 | 01.100         | No-Limit Hold’em Accumulator       | 4. Apr. 2013  | 1085       | Bryan Piccioli      | Vereinigte Staaten | 0.211.575         |
| 2 | 01.650         | Pot-Limit Omaha                    | 7. Apr. 2013  | 0172       | James Collopy       | Vereinigte Staaten | 0.069.662         |
| 3 | 02.200         | Mixed Event                        | 8. Apr. 2013  | 0081       | Phil Ivey (9)       | Vereinigte Staaten | 0.051.840         |
| 4 | 05.000         | No-Limit Hold’em Six Handed        | 9. Apr. 2013  | 0167       | Aaron Lim           | Australien         | 0.233.800         |
| 5 | 10.000         | No-Limit Hold’em Main Event        | 11. Apr. 2013 | 0405       | Daniel Negreanu (5) | Kanada             | 1.038.825         |
| – | 50.000         | No-Limit Hold’em High Roller Rebuy | 13. Apr. 2013 | 0044       | Philipp Gruissem    | Deutschland        | 0.825.000         |

### Main Event

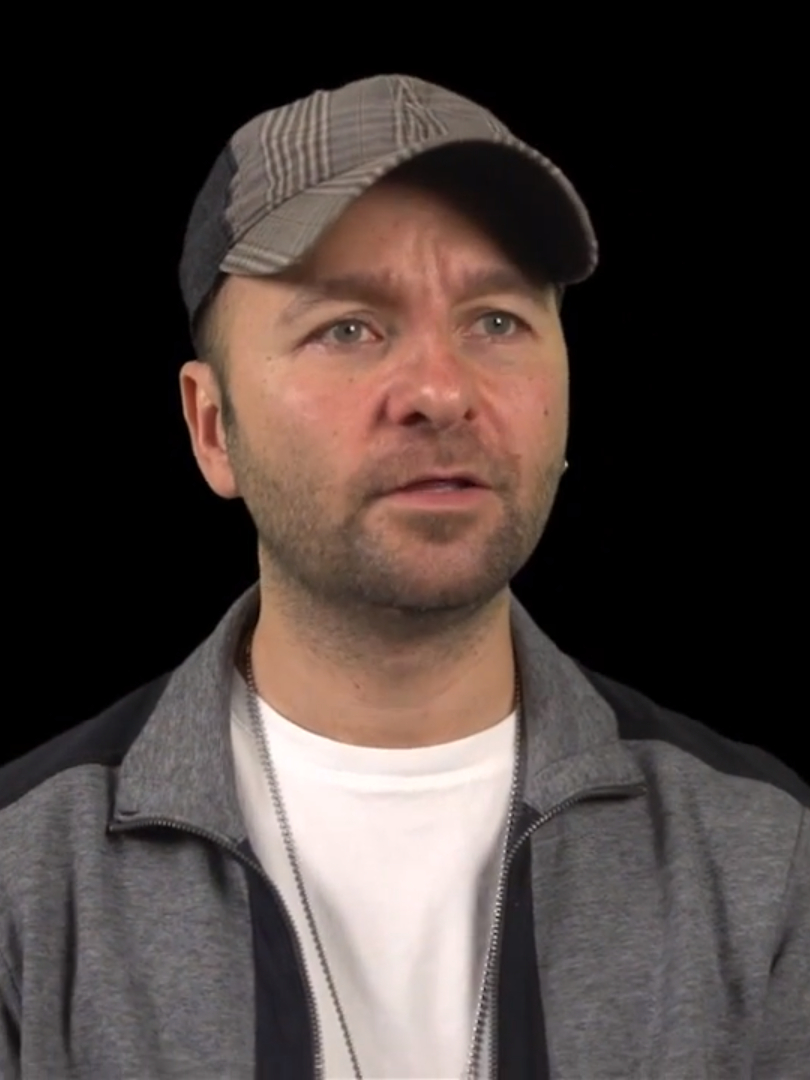
Daniel Negreanu (2013)

Das Main Event wurde vom 11. bis 15. April 2013 gespielt. Die finale Hand gewann Negreanu mit 2♠ 2♥ gegen Martons A♠ 7♠.
| Platz | Herkunft           | Spieler           | Preisgeld (in A$) |
| ----- | ------------------ | ----------------- | ----------------- |
| 1     | Kanada             | Daniel Negreanu   | 1.038.825         |
| 2     | Australien         | Daniel Marton     | 0.637.911         |
| 3     | Hongkong           | Winfred Yu        | 0.423.225         |
| 4     | Australien         | George Tsatsis    | 0.284.715         |
| 5     | Australien         | Kahle Burns       | 0.201.994         |
| 6     | Deutschland        | Benjamin Spindler | 0.146.205         |
| 7     | Australien         | Mikel Habb        | 0.107.730         |
| 8     | Vereinigte Staaten | Russell Thomas    | 0.082.721         |

## Player of the Year
Die Auszeichnung als Player of the Year erhielt der Spieler, der über alle Turniere hinweg die meisten Punkte sammelte. Das Ranking beinhaltete auch die Turniere der Hauptturnierserie, die vom 29. Mai bis 16. Juli 2013 in Las Vegas ausgespielt wurde, sowie der World Series of Poker Europe, die vom 11. bis 25. Oktober 2013 in Enghien-les-Bains ausgetragen wurde. Sieger Daniel Negreanu gewann je ein Bracelet bei beiden Expansionen. Insgesamt erreichte er vier Finaltische und platzierte sich zehnmal in den Geldrängen.
| Platz | Herkunft               | Spieler             | Punkte |
| ----- | ---------------------- | ------------------- | ------ |
| 1     | Kanada                 | Daniel Negreanu     | 890,22 |
| 2     | Vereinigtes Konigreich | Matthew Ashton      | 665,75 |
| 3     | Vereinigte Staaten     | Ryan Riess          | 591,50 |
| 4     | Vereinigte Staaten     | Loni Hui            | 487,20 |
| 5     | Vereinigte Staaten     | David „Bakes“ Baker | 475,35 |
| 6     | Vereinigte Staaten     | Donald Nguyen       | 466,13 |
| 7     | Vereinigte Staaten     | Jeremy Ausmus       | 462,21 |
| 8     | Vereinigte Staaten     | Noah Schwartz       | 442,60 |
| 9     | Vereinigte Staaten     | Marco Johnson       | 439,38 |
| 10    | Vereinigte Staaten     | Tom Schneider       | 438,51 |